# When Love Leads (film 1915)
When Love Leads è un cortometraggio muto del 1915 diretto da Howard C. Hickman che aveva come interpreti principali Clara Williams, Margaret Gibson (conosciuta in seguito con il nome di Patricia Palmer) e Harry Keenan.

## Produzione
Il film fu prodotto dalla Domino Film Company.

## Distribuzione
Distribuito dalla Mutual Film, il film - un cortometraggio in due bobine - uscì nelle sale USA il 29 luglio 1915.